# Schistura dayi
Schistura dayi és una espècie de peix de la família dels balitòrids i de l'ordre dels cipriniformes.

## Morfologia
Els mascles poden assolir els 7,4 cm de longitud total.

## Distribució geogràfica
Es troba al centre de l'Índia (Jharkhand, Madhya Pradesh, Orissa i Chhattisgarh) i Bangladesh.